# Domenico Tempesti
Pour les articles homonymes, voir Tempesti.
Domenico Tempesti (ou Domenico de Marchis ; Florence, 1652 - Florence, 21 mars 1737) est un graveur et un peintre italien baroque de l'école florentine.

## Biographie
Domenico Tempesti a été un élève de Baldassare Franceschini et de Robert Nanteuil à Paris.
Il a été surtout un graveur de portraits. 

## Œuvres
- Trois pastels, Galerie Palatine du palais Pitti, Florence
- Portrait de Cosme III grand-duc de Toscane (1717)
- Bord de mer au soleil levant (1688)
- Paysage d'Arcadie